# Madison Keys
Madison Keys (Rock Island, Illinois, 17 de febrero de 1995) es una tenista profesional estadounidense. Actualmente esta como clasificada como la número 7 del mundo en el ranking WTA. Keys ha ganado diez títulos individuales a nivel de la WTA Tour, incluido el Abierto de Australia 2025, donde derrotó a la número 1 del mundo y dos veces campeona defensora Aryna Sabalenka. También fue finalista en el Abierto de Estados Unidos 2017. 

## Carrera profesional
Desde la edad de 9 años, Keys ha sido parte de la Academia Chris Evert en Boca Ratón, Florida. Es una de las tenistas más jóvenes en ganar un partido en el circuito de la WTA, a los 14 años y 48 días, superando a la n.º 81 Ala Kudriávtseva en el MPS Group Championships de 2009.
Durante sus primeros años, Keys jugó sobre todo en las giras de la ITF, donde ganó tres títulos en individuales y uno en dobles.
En el Abierto de Australia 2015, Keys derrotó a Petra Kvitová, Casey Dellacqua y Venus Williams entre otras para alcanzar las semifinales en individual, donde perdió ante Serena Williams.

### 2024: Segunda semifinal de arcilla del WTA 1000
En el Masters de Miami, alcanzó la cuarta ronda solo por segunda vez en este torneo, con victorias sobre Diana Shnaider en la segunda ronda en poco más de una hora, y Wang Xinyu, ambas en sets seguidos. 
En el Masters de Madrid 2024, alcanzó su segunda semifinal de arcilla WTA 1000, la primera en este torneo, sin haber pasado nunca de la tercera ronda, derrotó a Irina-Camelia Begu, la cabeza de serie 15 Liudmila Samsonova, la tercera cabeza de serie Coco Gauff y la octava cabeza de serie Ons Jabeur, remontándose 0-6, 0-2 en contra para ganar el partido. Como resultado, regresó al puesto número 16 del ranking. En el siguiente WTA 1000, el Masters de Roma, alcanzó su segundo cuarto de final consecutivo al derrotar a Camila Osorio, la cabeza de serie 12 Beatriz Haddad Maia y la cabeza de serie 28 Sorana Cîrstea. La última vez que alcanzó este nivel en este torneo fue en 2016.
En el Torneo de Estrasburgo 2024, ganó su octavo título sin perder un set en el torneo, derrotando a la tercera cabeza de serie Danielle Collins en una final estadounidense. 

### 2025: Título WTA 500 y Primer Grand Slam
Keys inicio su temporada despuntando el Torneo de Auckland 2025, como preclasificada no.1, ganando en su debut ante la italiana Lucia Bronzetti por doble 6-4, en su segundo partido en suelo neozelandés se impuso ante Jaqueline Cristian por un contundente 6-1, 6-2 para pasar a la siguiente ronda donde enfrentó a Clara Tauson eventual campeona que se impuso en dos set.
Luego de su salida temprana de suelo neozelandés disputó el Torneo de Adelaida 2025, donde enfrentó a la no.17 del mundo Beatriz Haddad Maia imponiéndose por un abrumador 6-2, 6-1. En la segunda ronda derrotó en 3 sets a Jeļena Ostapenko luego de gane perdido el primer set por 6-3 se impuso en los dos siguientes por 6-4, 6-3. En los cuartos de final venció a la no.10 del mundo y tercera preclasificada Daria Kasátkina por un contundente 6-1, 6-3. En la semifinal se impuso ante Liudmila Samsónova que se vio forzada a retirarse en el tercer set estando abajo 3-0 en el marcador. En la final se impuso ante su compatriota y número 6 del mundo Jessica Pegula en tres set, para ganar su primer título año y primer WTA 500 desde Torneo de Estrasburgo el año pasado. 
En el Abierto de Australia de 2025, debutó con victoria por 6-4, 7-5 ante Ann Li, en la siguiente ronda se impuso ante Elena-Gabriela Ruse en tres set, en la tercera ronda derrotó a la décima cabeza de serie y compatriota Danielle Collins por doble 6-4, en la cuarta ronda se impuso a la sexta cabeza de serie Elena Rybakina en tres set para avanzar a los cuartos de final donde venció a la cabeza de serie número 28 Elina Svitolina en tres set, tras perder el primero por 6-3 ganó los dos siguientes por 6-3, 6-4 para avanzar a las semifinales donde la esperaba la segunda cabeza de serie Iga Świątek logrando vencerla tras perder el primer set 7-5 y ganar el segundo por 6-1, en el tercer set salvo un match point desde la devolución, ganando el súper tie break por 10-8 para llegar a la final por primera vez en el torneo, y la primera de un Grand Slam desde el Abierto de Estados Unidos de 2017, donde quedó subcampeona. Ocho años después de ser la finalista y por ende subcampeona del Abierto de Estados Unidos. En la final, Keys venció a la No. 1 del mundo, Aryna Sabalenka, para ganar su primer título de Grand Slam y regresar al ranking más alto de su carrera como No. 7 del mundo. Keys se convirtió en la primera jugadora en ganar un título de Grand Slam después de derrotar a las dos mejores clasificadas la No. 1 y No. 2 del mundo desde Svetlana Kuznetsova en el Abierto de Francia de 2009.A los 29 años, se convirtió en la campeona femenina de mayor edad en la historia del Abierto de Australia, por primera vez en la Era Abierta y en la jugadora con la brecha más larga entre sus dos primeras finales de Grand Slam en la Era Abierta.

### Vida personal
Keys reveló que es una fan de Roger Federer. Sus padres son Rick y Christine, ambos abogados, y sus hermanos son Sidney, Montana y Hunter.
En noviembre de 2024 se casa con su pareja desde hacía siete años, el también tenista Bjorn Fratangelo.

## Torneos de Grand Slam

### Individual

#### Títulos (1)
| Año  | Torneo               | Oponente en la final | Resultado     |
| 2025 | Abierto de Australia | Aryna Sabalenka      | 6-3, 2-6, 7-5 |

#### Finalista (1)
| Año  | Campeonato        | Oponente en la final | Resultado |
| 2017 | Abierto de EE.UU. | Sloane Stephens      | 3-6, 0-6  |

## Títulos WTA (10; 10+0)

### Individual (10)
| Leyenda                                |
| Grand Slam (1)                         |
| WTA Finals (0)                         |
| P. Mandatory & Premier 5, WTA 1000 (1) |
| Premier, WTA 500 (7)                   |
| International, WTA 250 (1)             |

| N.º | Fecha                | Torneo               | Superficie    | Oponente en la final | Resultado     |
| 1.  | 21 de junio de 2014  | Eastbourne           | Hierba        | Angelique Kerber     | 6-3, 3-6, 7-5 |
| 2.  | 19 de junio de 2016  | Birmingham           | Hierba        | Barbora Strýcová     | 6-3, 6-4      |
| 3.  | 6 de agosto de 2017  | Stanford             | Dura          | Coco Vandeweghe      | 7-6(4), 6-4   |
| 4.  | 7 de abril de 2019   | Charleston           | Tierra batida | Caroline Wozniacki   | 7-6(5), 6-3   |
| 5.  | 18 de agosto de 2019 | Cincinnati           | Dura          | Svetlana Kuznetsova  | 7-5, 7-6(5)   |
| 6.  | 15 de enero de 2022  | Adelaida II          | Dura          | Alison Riske         | 6-1, 6-2      |
| 7.  | 1 de julio de 2023   | Eastbourne           | Hierba        | Daria Kasátkina      | 6-2, 7-6(13)  |
| 8.  | 25 de mayo de 2024   | Estrasburgo          | Tierra batida | Danielle Collins     | 6-1, 6-2      |
| 9.  | 11 de enero de 2025  | Adelaida             | Dura          | Jessica Pegula       | 6-3, 4-6, 6-1 |
| 10. | 25 de enero de 2025  | Abierto de Australia | Dura          | Aryna Sabalenka      | 6-3, 2-6, 7-5 |

#### Finalista (5)
| N.º | Fecha                   | Torneo            | Superficie    | Oponente en la final | Resultado     |
| 1.  | 12 de abril de 2015     | Charleston        | Tierra batida | Angelique Kerber     | 2-6, 6-4, 5-7 |
| 2.  | 15 de mayo de 2016      | Roma              | Tierra batida | Serena Williams      | 6-7(5), 3-6   |
| 3.  | 31 de julio de 2016     | Montreal          | Dura          | Simona Halep         | 6-7(2), 3-6   |
| 4.  | 9 de septiembre de 2017 | Abierto de EE.UU. | Dura          | Sloane Stephens      | 3-6, 0-6      |
| 5.  | 12 de enero de 2020     | Brisbane          | Dura          | Karolína Plíšková    | 4-6, 6-4, 5-7 |

## Clasificación histórica
| Torneo             | 2009 | 2010 | 2011 | 2012 | 2013 | 2014 | 2015 | 2016 | 2017 | 2018 | 2019 | 2020 | 2021 | 2022 | 2023 | 2024 | 2025 | Títulos | G-P    | %   |
| ------------------ | ---- | ---- | ---- | ---- | ---- | ---- | ---- | ---- | ---- | ---- | ---- | ---- | ---- | ---- | ---- | ---- | ---- | ------- | ------ | --- |
| Torneos Grand Slam |      |      |      |      |      |      |      |      |      |      |      |      |      |      |      |      |      |         |        |     |
| Open de Australia  | A    | A    | A    | 1R   | 3R   | 2R   | SF   | 4R   | A    | QF   | 4R   | 3R   | A    | SF   | 3R   | A    | G    | 1 / 11  | 34-10  | 77% |
| Roland Garros      | A    | A    | A    | A    | 2R   | 1R   | 3R   | 4R   | 2R   | SF   | CF   | 1R   | 3R   | 3R   | 2R   | 3R   | CF   | 0 / 13  | 28-13  | 68% |
| Wimbledon          | A    | A    | A    | Q2   | 3R   | 3R   | CF   | 4R   | 2R   | 3R   | 2R   | ND   | 4R   | 4R   | CF   | 4R   | 3R   | 0 / 11  | 27-11  | 71% |
| Abierto de EE.UU.  | A    | Q1   | 2R   | Q2   | 1R   | 2R   | 4R   | 4R   | F    | SF   | 4R   | 3R   | 1R   | 1R   | SF   | 3R   |      | 0 / 13  | 33-13  | 72% |
| Ganados-Perdidos   | 0-0  | 0-0  | 1-1  | 0-1  | 5-4  | 4-4  | 14-4 | 12-4 | 8-3  | 16-4 | 11-4 | 4-3  | 5-3  | 10-3 | 12-4 | 7-3  | 13-2 | 1 / 48  | 122-47 | 72% |